# Spucknapf

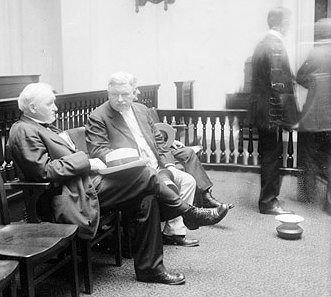
Gerichtssaal in Chicago um 1910

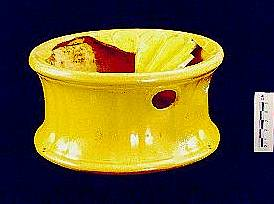
Amerikanischer Spucknapf (19. Jhd.)

Ein Spucknapf ist ein Einrichtungsgegenstand, der dafür da ist, um in ihn hineinzuspucken (speien). Er wird besonders von Tabakkauern benutzt. Früher waren sie auch in Zahnarztpraxen zu finden. Heute kommen für diesen Zweck so genannte Speibecken zum Einsatz, wo ein Becken mit Abfluss mit einer Wasserfontäne gekoppelt ist.
Spucknäpfe wurden lange Zeit auch in Kliniken zur Behandlung von Lungenkrankheiten wie z. B. Tuberkulose verwendet.
In der Gegenwart kommen Spucknäpfe meist nur noch bei der Verkostung von Lebensmitteln, insbesondere bei der Weindegustation, zum Einsatz. Mitunter sind sie auch in Fitnessstudios neben Trinkwasserbehältern anzutreffen.

## Die Ära öffentlicher Spucknäpfe in den USA
In den USA des späten 19. Jahrhunderts waren Spucknäpfe ein weit verbreiteter Gegenstand an vielen Orten (wie Saloons, Hotels, Geschäften, Banken, Reisezugwagen), wo sich viele Menschen und besonders erwachsene Männer, die häufig Tabak kauten, versammelten. Die Verwendung von Spucknäpfen wurde zu dieser Zeit als ein Fortschritt der Manieren und der Gesundheitsvorsorge angesehen. Sie wurden aufgestellt, um das bis dahin übliche Ausspucken auf Fußböden, Straßen und Bürgersteige einzudämmen. In vielen Städten wurden Gesetze erlassen, die das Spucken in der Öffentlichkeit außer in Spucknäpfe verboten.

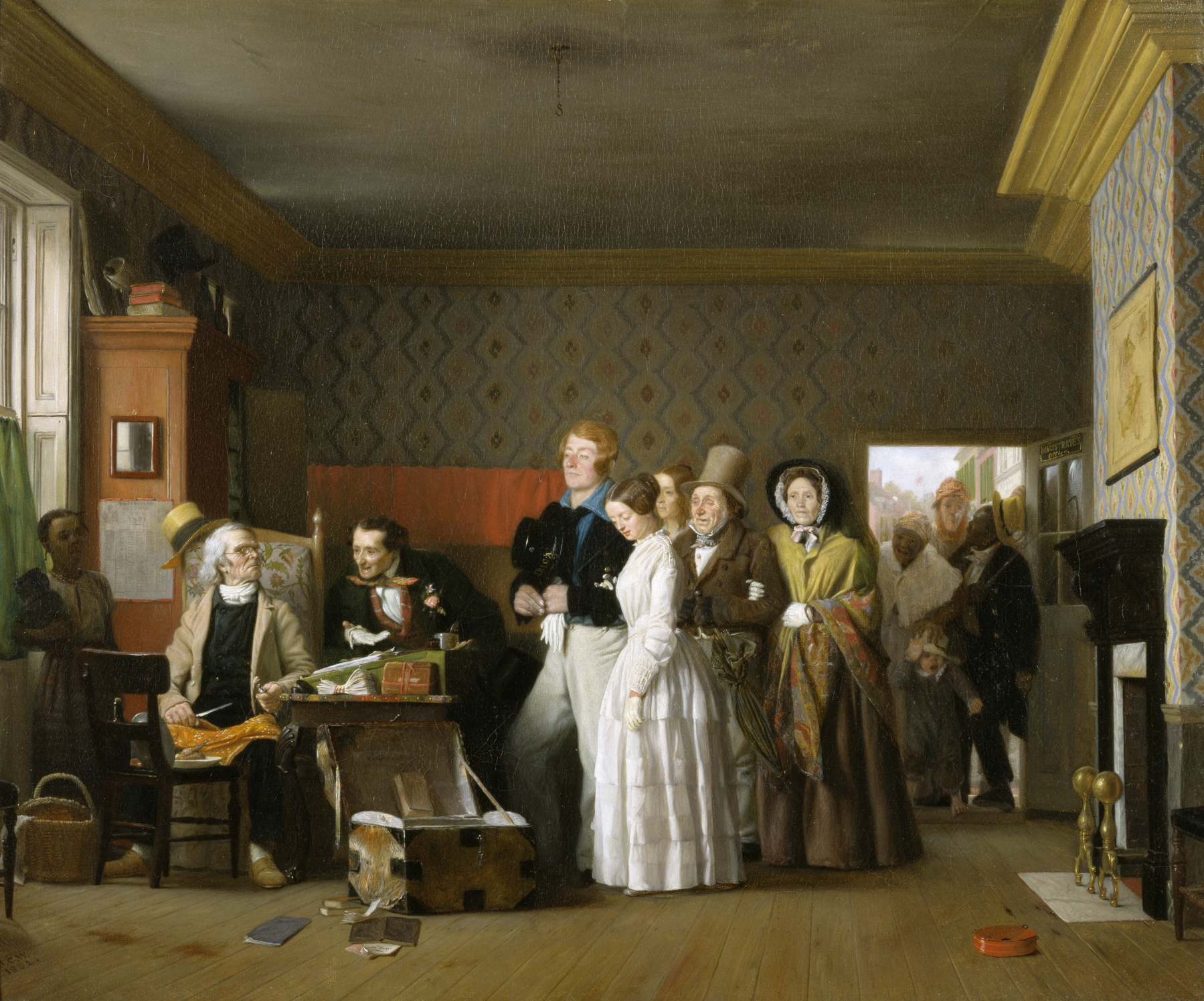
Ein roter Spucknapf aus Blech als künstlerisches Markenzeichen – Richard Caton Woodville: The Sailor’s Wedding, 1852, Walters Art Museum

Die Spucknäpfe dieser Zeit waren zumeist aus Messing. Es kamen aber auch einfache Blech-Spucknäpfe zum Einsatz. Andererseits wurden handwerklich wertvolle Spucknäpfe aus Glas, Keramik oder Porzellan hergestellt. Sie hatten üblicherweise einen flachen Boden, der mitunter zusätzlich beschwert war, um ein Umkippen zu vermeiden. Üblicherweise hatten sie eine gewölbte Öffnung, um ein Kleckern zu vermeiden. Manche hatten auch Deckel, aber meistens waren sie oben offen. Es gab Varianten von Spucknäpfen mit verschließbaren Löchern an der Unterseite, um das Entleeren und Reinigen zu unterstützen.
Um die Verbreitung von Krankheiten zu verhindern, wurden öffentliche Spucknäpfe mit antiseptischen Lösungen gefüllt. Zu Beginn des 20. Jahrhunderts drängten Ärzte Tuberkulose-Patienten dazu, eigene Taschen-Spucknäpfe zu verwenden. Dies waren Dosen mit schmalen Schlitzen, die man ständig bei sich tragen konnte. Eine andere Form ist der Blaue Heinrich.
Nach der großen Grippe-Epidemie von 1918 ging die Verwendung von Spucknäpfen aus Hygiene- und Etikette-Gründen zurück. Bei der jüngeren Generation wurde zunehmend Kaugummi statt Tabak gekaut, der ein ständiges Speien nicht erforderte. Zudem wurden Zigaretten als hygienischer im Vergleich zum Speichel produzierenden Kautabak angesehen. Mit dem Ende des Zweiten Weltkriegs verschwanden dann fast alle Messing-Spucknäpfe in der Öffentlichkeit.
Einen roten Spucknapf aus Blech ließ der US-amerikanische Maler Richard Caton Woodville in der Mitte des 19. Jahrhunderts immer wieder in seinen Genreszenen auftauchen, etwa in den Bildern The Card Players (1847), Politics in an Oyster House (1848), Waiting for the Stage (1851) und The Sailor’s Wedding (1852). Er avancierte so zum Markenzeichen seiner Malerei.

## Spucknäpfe in der chinesischen Gesellschaft
Während der Qing-Dynastie in China gehörten goldene Spucknäpfe zu den zahlreichen Objekten, die vor dem Kaiser bei großen Zeremonien ausgestellt wurden.
Nach der kommunistischen Revolution im Jahr 1949 wurden Spucknäpfe an fast allen öffentlichen Orten aufgestellt und waren auch in Privathaushalten üblich. Dies war ein großer Schritt zu einer besseren Hygiene und löste das bis dahin übliche Ausspucken auf den Boden ab. Die Spucknäpfe in China waren üblicherweise aus Porzellan mit reichen Verzierungen in typisch chinesischem Kunststil an der Außenseite. Spucknäpfe wurden auch von den Politikern bei der Ausübung öffentlicher Ämter benutzt, was immer wieder von den internationalen Medien belächelt wurde. Auch als Reaktion darauf verschwanden die öffentlichen Spucknäpfe in China in den späten 1980er Jahren.